# Колуська сільська рада
Ко́луська сільська рада (ест. Kolu külanõukogu, рос. Колуский сельский совет) — сільська рада в Естонській РСР, адміністративно-територіальна одиниця в складі повіту Ярвамаа (1945—1950) та Тюріського району (1950—1954).

## Населені пункти
Сільській раді підпорядковувалися населені пункти:
села: Торавере (Toravere), Кидукюла (Kõduküla), Рае (Rae), Килтсі (Kõltsi), Кіглі (Kihli), Кар'якюла (Karjaküla); поселення Колу (Kolu).

## Історія
8 серпня 1945 року на території волості Сяревере в Ярваському повіті утворена Колуська сільська рада з центром у поселенні Колу.
26 вересня 1950 року, після скасування в Естонській РСР повітового та волосного поділу, сільська рада ввійшла до складу новоутвореного Тюріського сільського району.
17 червня 1954 року в процесі укрупнення сільських рад Естонської РСР Колуська сільська рада ліквідована, а її територія склала західну частину Тюріської сільської ради.